# Сянік (давній)
Сянік давній, також Городище - пам'ятка археології, найдавніша частина міста Сяніка, що пов'язана із його історією до 1241 року. Розташована на 4,5 кілометри північніше від сучасного центру міста, що виник у середині ХІІІ століття. Домонгольський Сянік, за данимим розкопок, являв собою середньовічне укріплене міське поселення, важливий центр Галицького та Галицько-Волинського князівства. Після знищення монгого-татарами, і перенесення Сяніка на нове місце, старе городище більше не відновлювалось. Збереглися сліди значних оборонних укріплень. Археологічні дослідження виявили багатий матеріал XII - XIII століть.

## Розташування

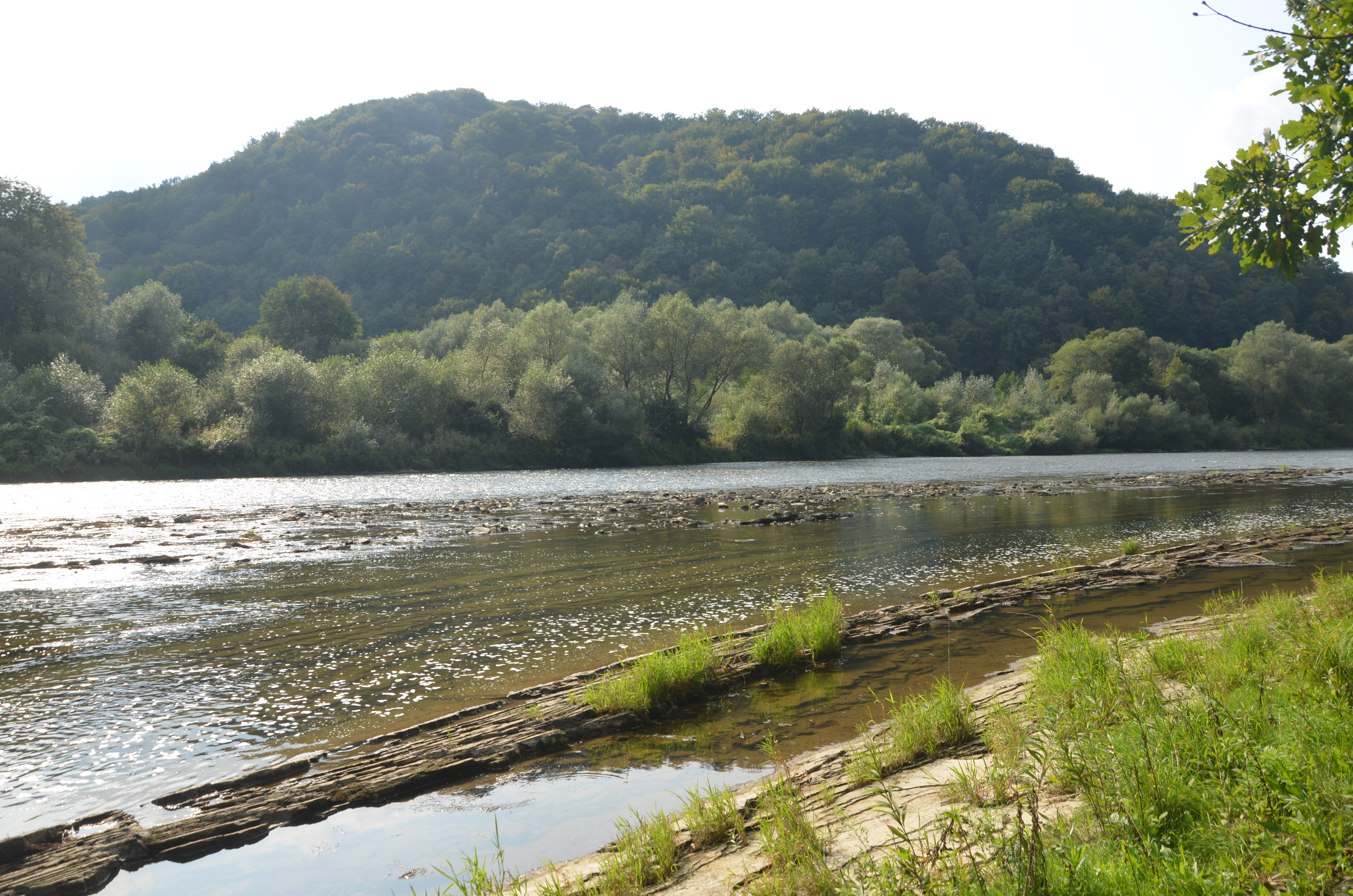
Вид на городище давнього Сяніка з боку ріки Сян.

Давній Сянік, розташовувався на пагорбі, що згодом отримав назву Городище або також Файка, який є частиною Динівського підгір'я, на лівому березі Сяну, коло сучасного села Терепча. Пагорб, на якому розташовувався домонгольський Сянік, сягає висотою 429,2 метри над рівнем моря та здіймається на 140 метрів вверх від відмітки дна ріки Сян, у найвужчому місці річкової долини. Таке розташування свідчить про природний оборонний характер городу на важливому шляху із Угорщини до Перемишля. На 650 метрів північніше від давнього Сяніка знаходилось ще одне городище тих часів, що нині носить назву Городна, коло якої знаходиться цвинтар із слідами трупоспалення, що може свідчить про дохристиянське населення.
Городище займає площу коло 4 гектарів і має форму овалу, витягненого по осі з півночі на південь. Внутрішня частина центрального дитинця в межах валів має розміри 120 х 90 метрів і має незначний схил у північному напрямку. Із сходу дитинець захищений крутим обривом гори над рікою Сян. На захід від дитинця розташовано кілька рядів земляних валів.

## Історичні події
Перша літописна згадка про місто відноситься до 1150 року. Тоді під час походу на галицького князя Володимирка Володаревича, угорський король Ґеза ІІ, по дорозі на Перемишль здобув Сянік та полонив його посадника. Крім того, ще одна літописна згадка про Сянік відносяться до 1202, коли вдова князя Романа Мстиславича, втікаючи із Галича зустрілась тут із угорським королем Андрієм ІІ та віддала під його опіку свого сина Данила. Під 1231 роком, у тій же Хроніці Романовичів, знаходиться згадка про Сянік, як місто розташоване поблизу так званих "Угорських воріт". У першій половині 1241 року місто було зруйноване монголо-татарами та було перенесено на інше місце - південніше від старого городища.

## Структура княжого города

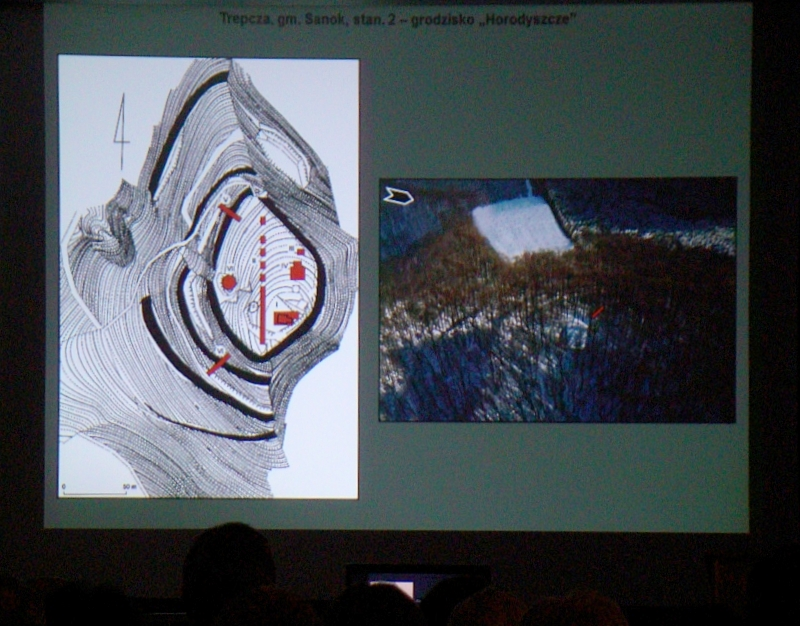
Структура укріплень домонгольського Сяніка.

Відповідно до археологічних досліджень, які проводились тут з 1958 року, ядром княжого гόрода був дитинець у вигляді еліпсу, на вершині гори.  Із сходу його захищав крутосхил, що спускався до ріки Сяну. В середині дитинця, ближче до краю обриву знаходився храм, що робило його, як і сам дитинець домінантною навколишнього простору та річкової долини. Із західного боку, де дитинець прилягав до більш похилого схилу, знаходилось кілька рядів земляних валів, котрі колись увінчувались дерев'яними оборонними клітями. Із північно-західного боку розташовувалось ще два (крім валів дитинця) ряди валів, із південно-західного напрямку - три ряди. Далі, у тому ж південно-західному напрямку, на пологішому схилі, знаходився ремісницький та житловий посад (підгороддя), територія якого спускалась до нинішнього села Терепча у долині Сяну.  Простір між валами, що оточували дитинець теж міг бути забудований. 
Виявлена планувальна структура домонгольського Сяніка, свідчить про те, що місто було важливим укріпленим опорним пунктом Перемиської волості та Галицької Руси, з розвинутою матеріальною культурою. Просторова організація міста з дитинцем та храмом на вершині гори, каскадом валів, що спускались з гори та посадом (підгороддям), розміщеним на сприятливому для заселення південному схилі гори, свідчить про те, що місто мало видатні ландшафто-творчі характеристики. У безпосередній близькості до давнього Сяніка знаходилось принаймні три інших опорних укріплених пунктів з півночі, в долині Сяну на півдні (місце на яке було перенесене місто після 1241 року) та східніше на горі по інший берег Сяну. 

## Археологія
Археологічні знахідки на місці та довкола домонгольського Сяніка дали значний матеріал, що свідчить про інтенсивне життя міста у період від X до XIII століття. Серед знайдених матеріалів: монети, ювелірні прикраси, зброя, предмети домашнього вжитку. Розкопаний фундамент храму свідчить, що споруда мала двозрубну планувальну систему, із більшим об'ємом нави та меншим - вівтаря.  

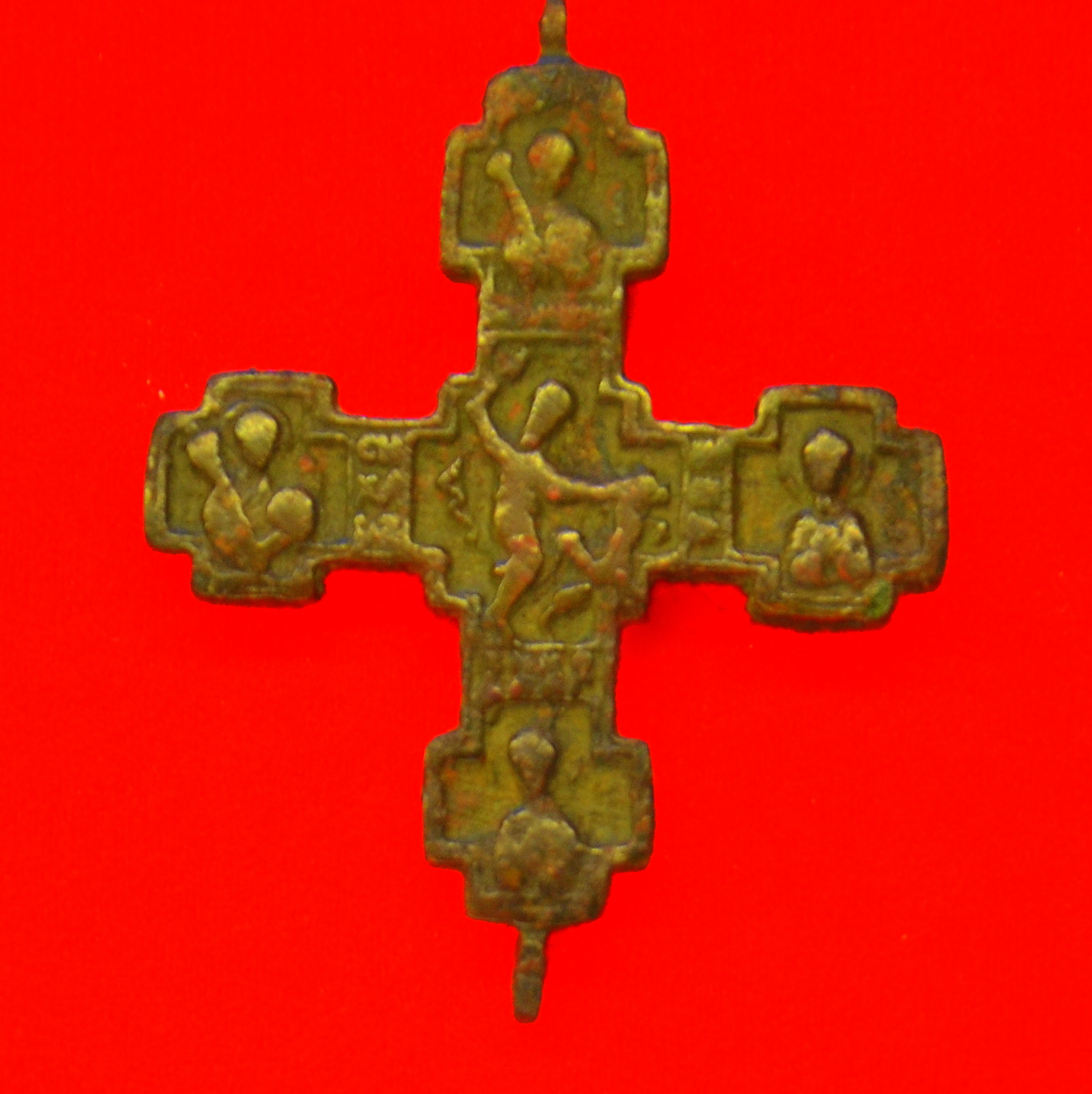
Хрест-енкольпіон
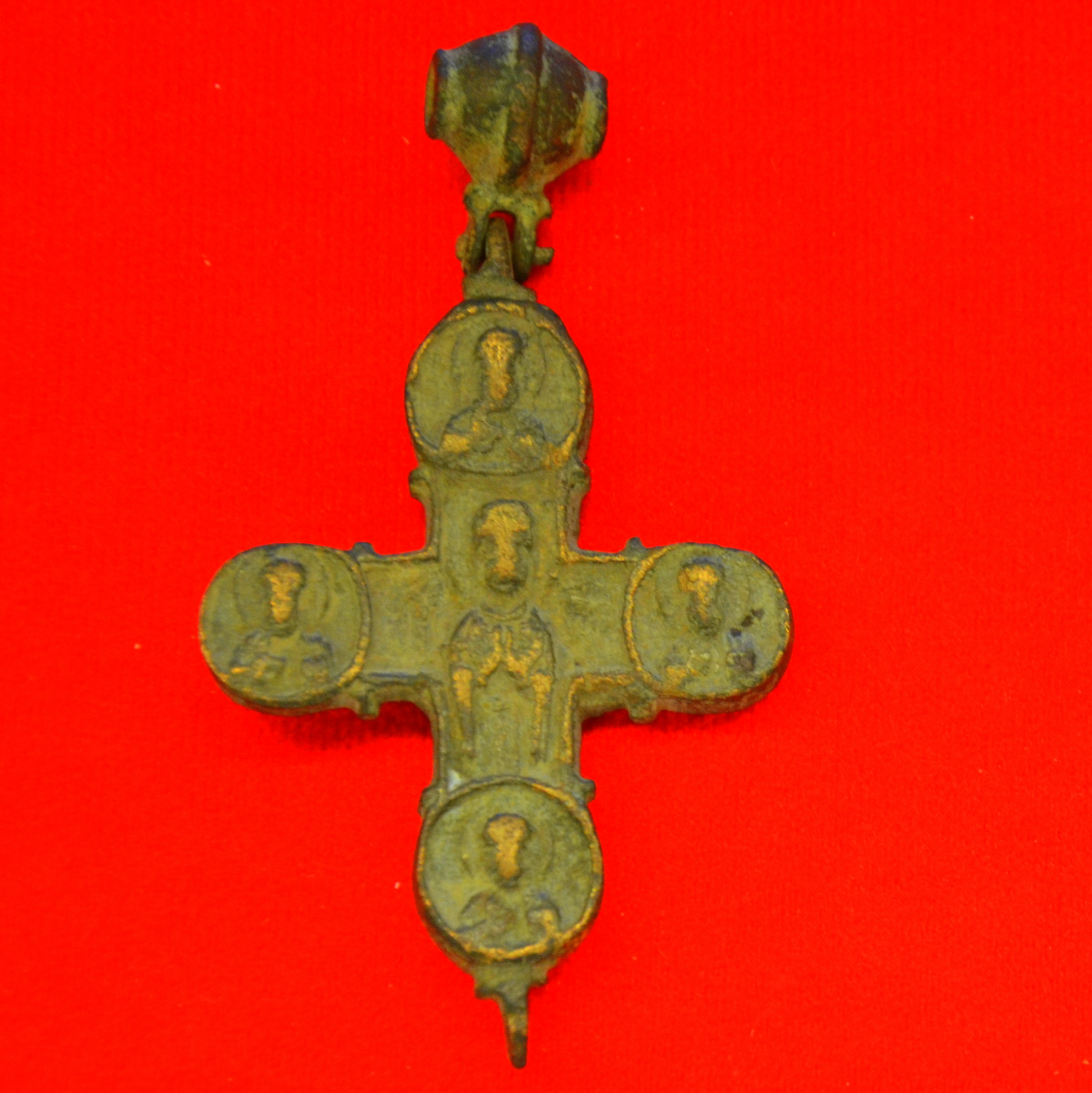
Хрест-енкольпіон
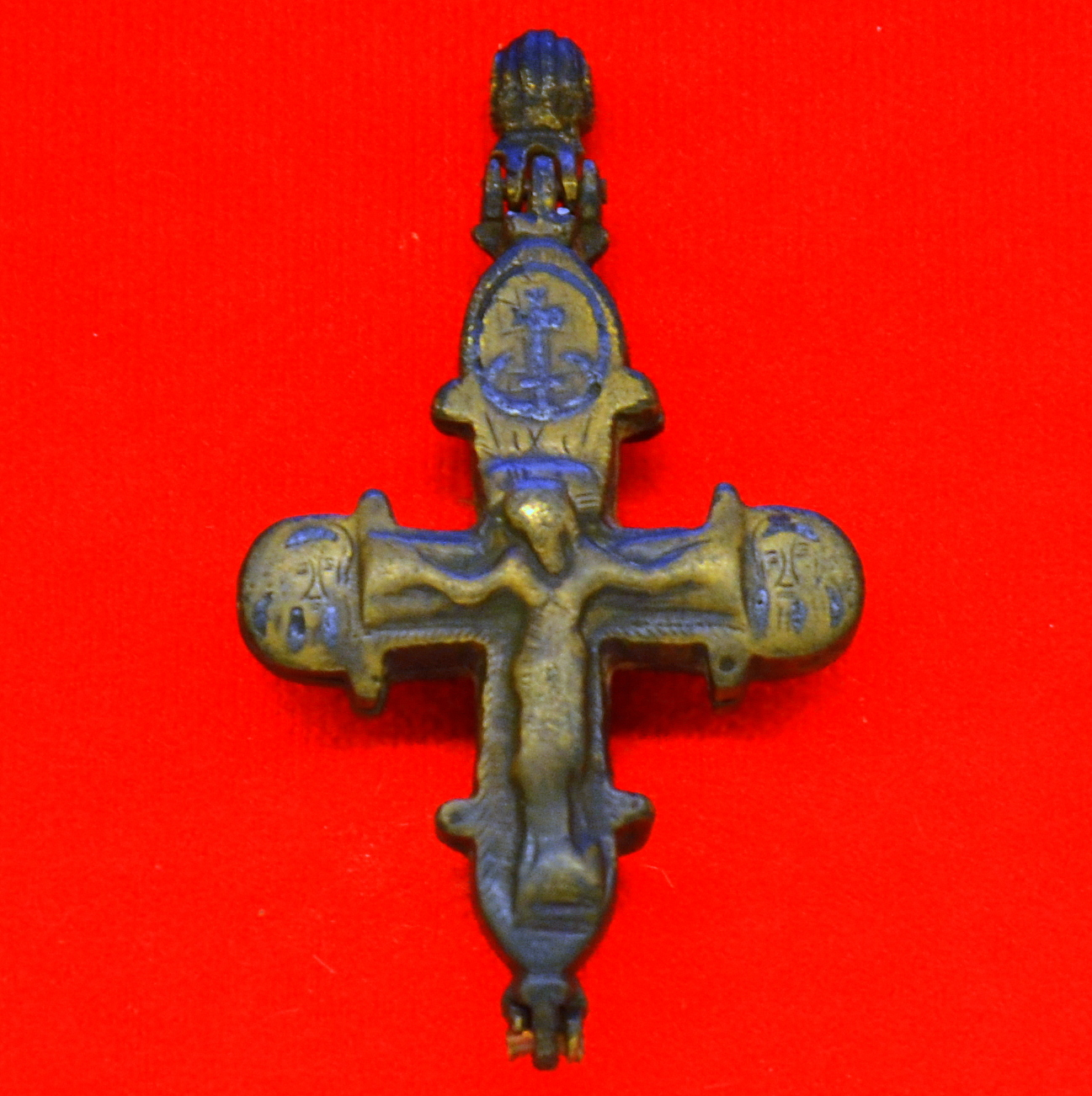
Хрест-енкольпіон
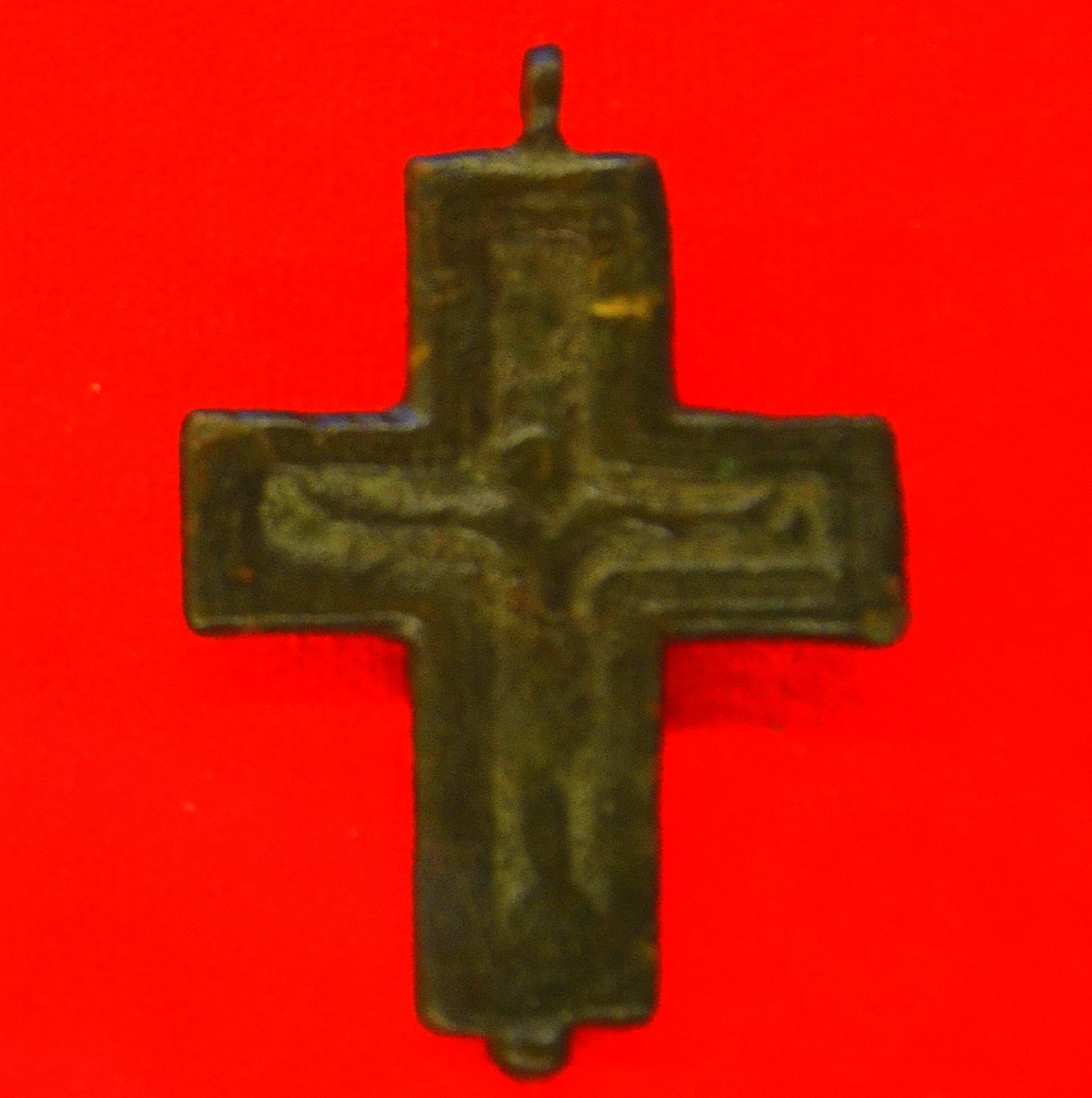
Хрест-енкольпіон
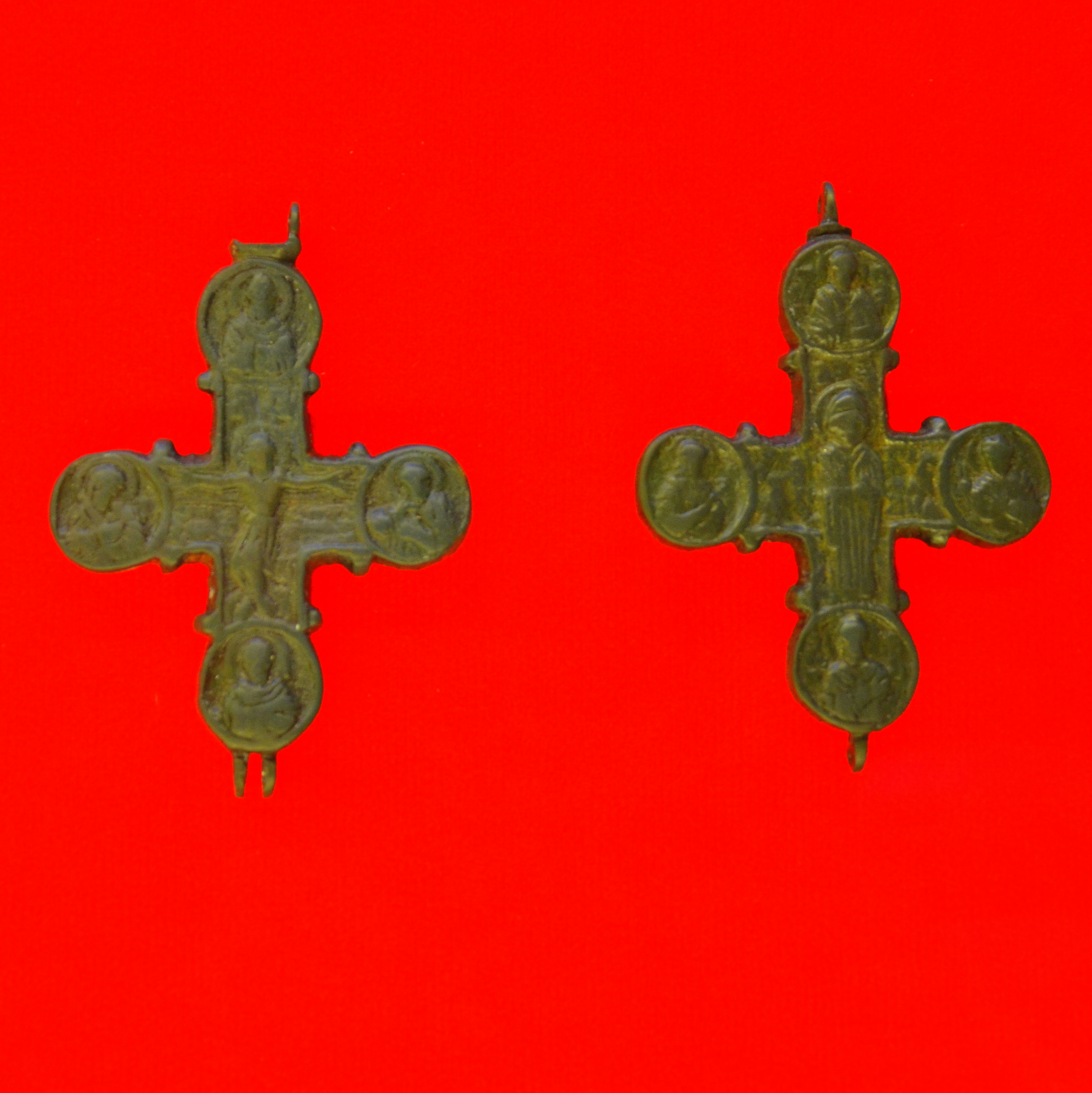
Хрест-енкольпіон
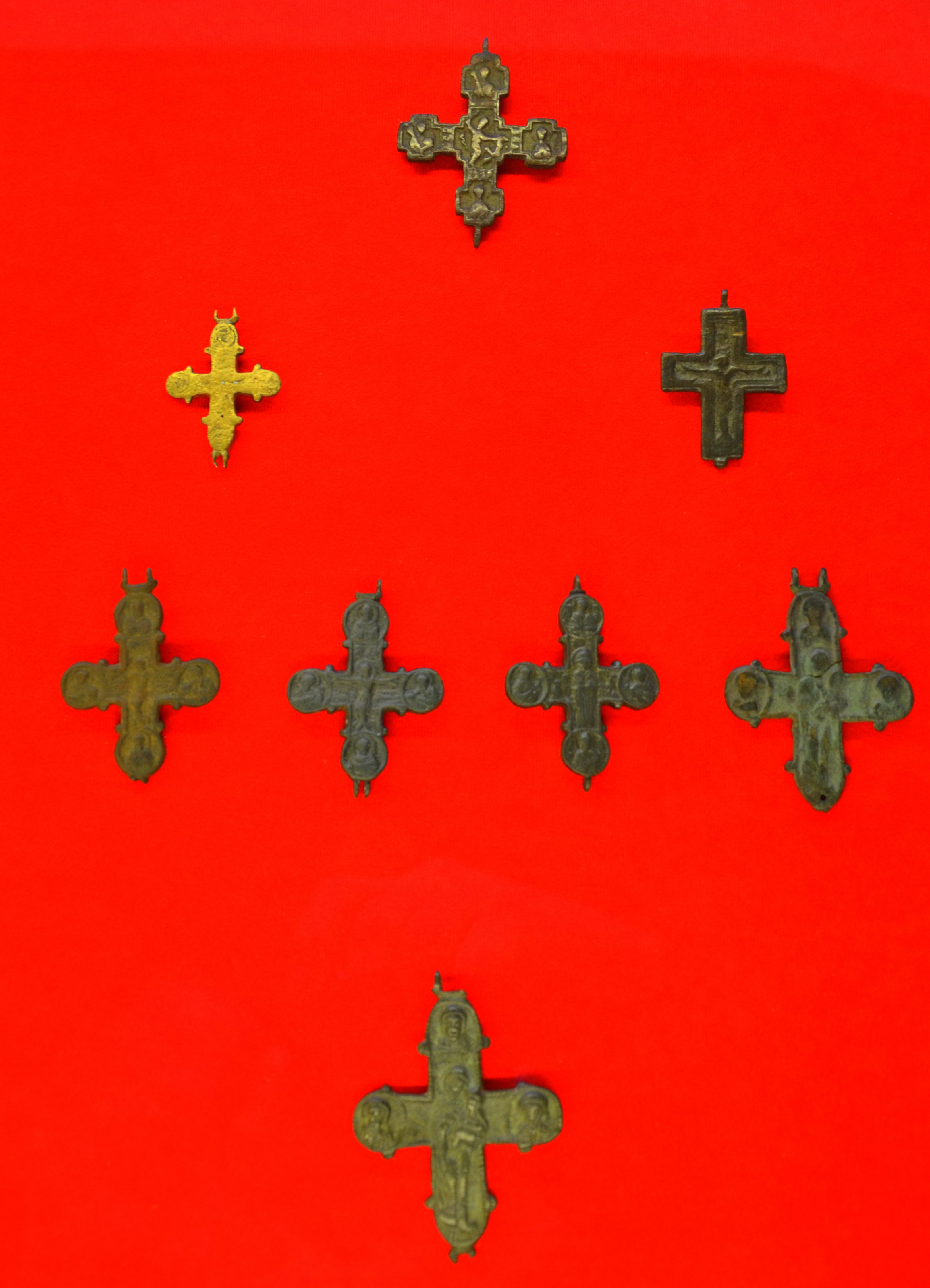
Хрести-енкольпіони
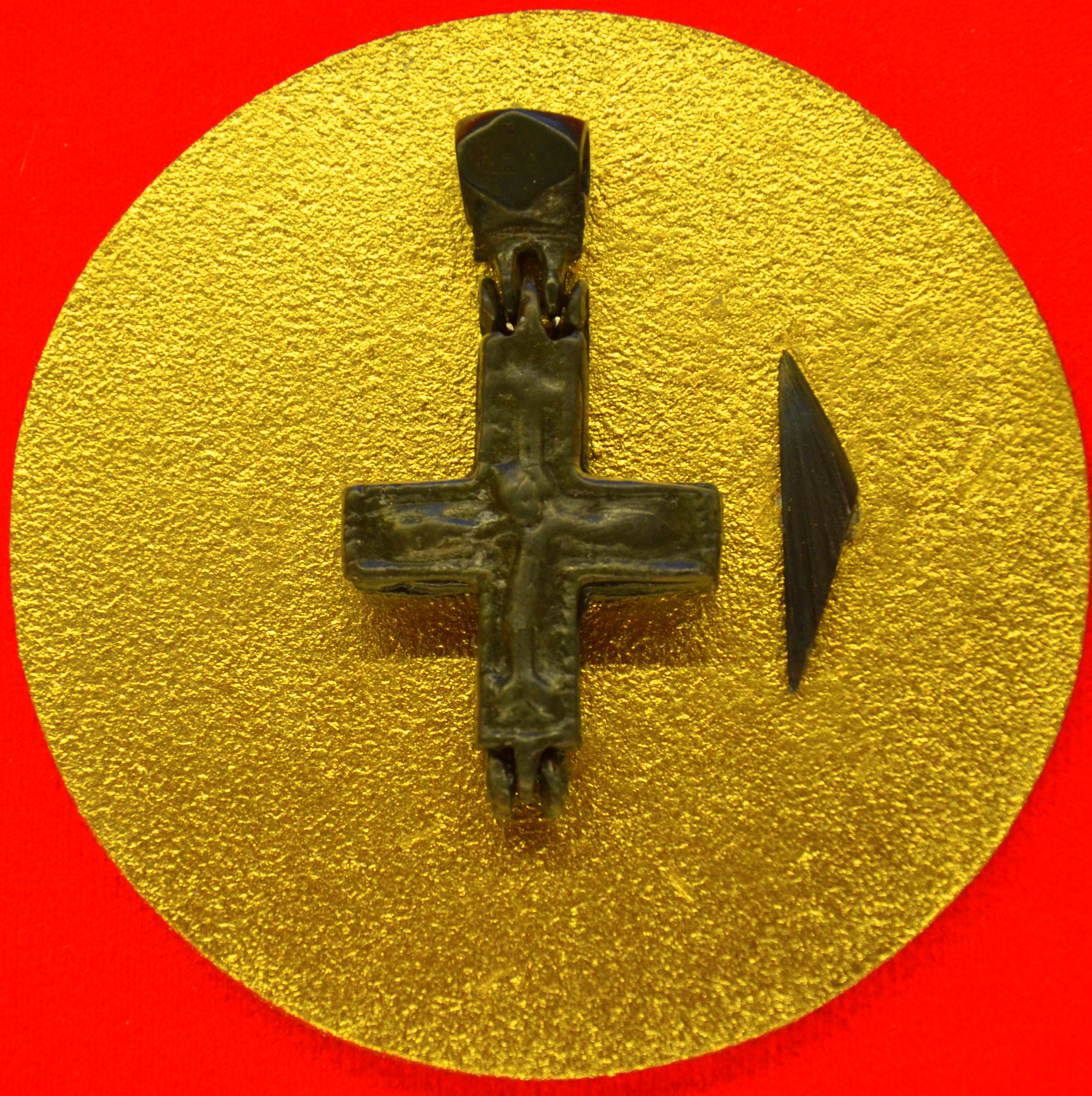
Хрест-енкольпіон
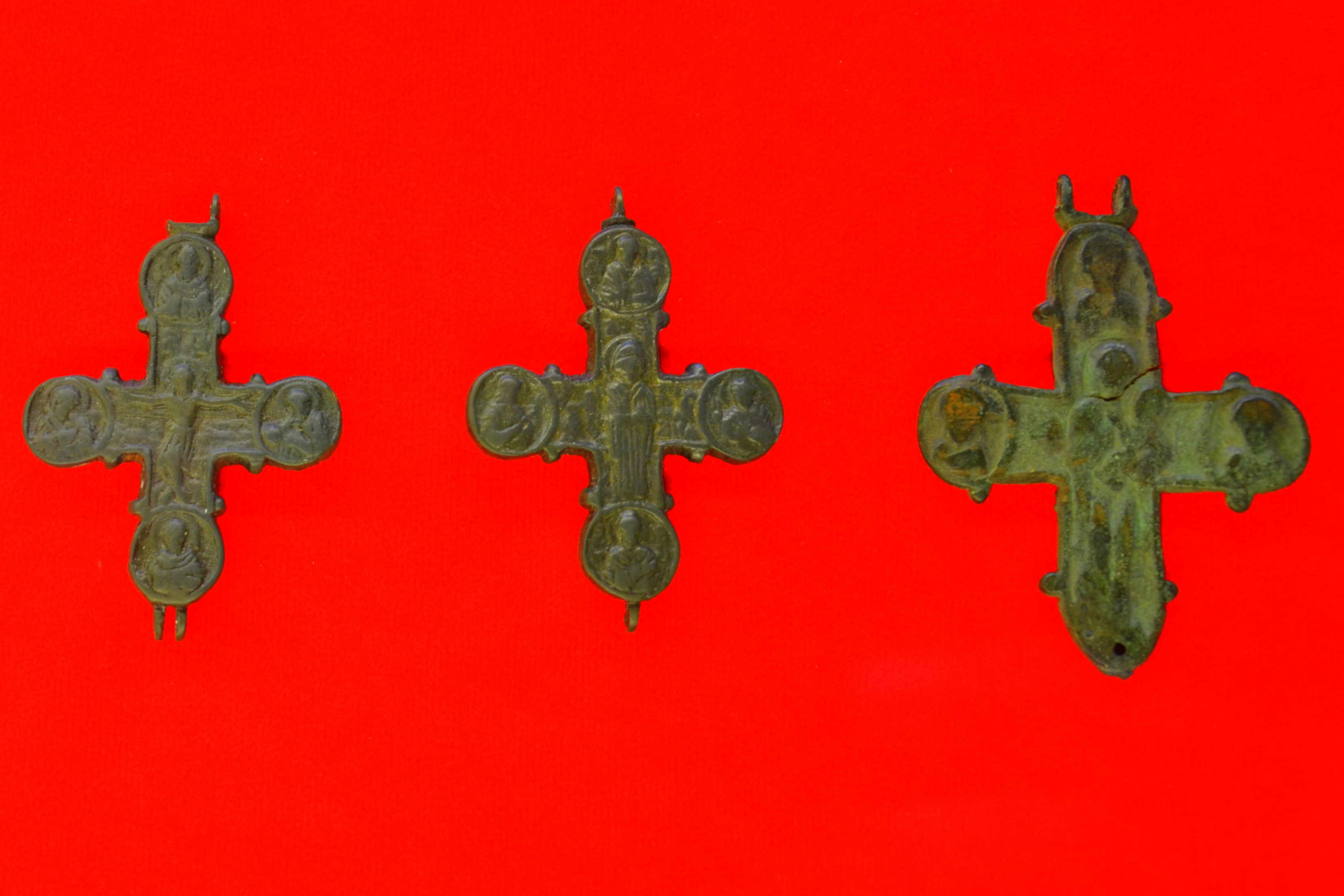
Хрести-енкольпіони
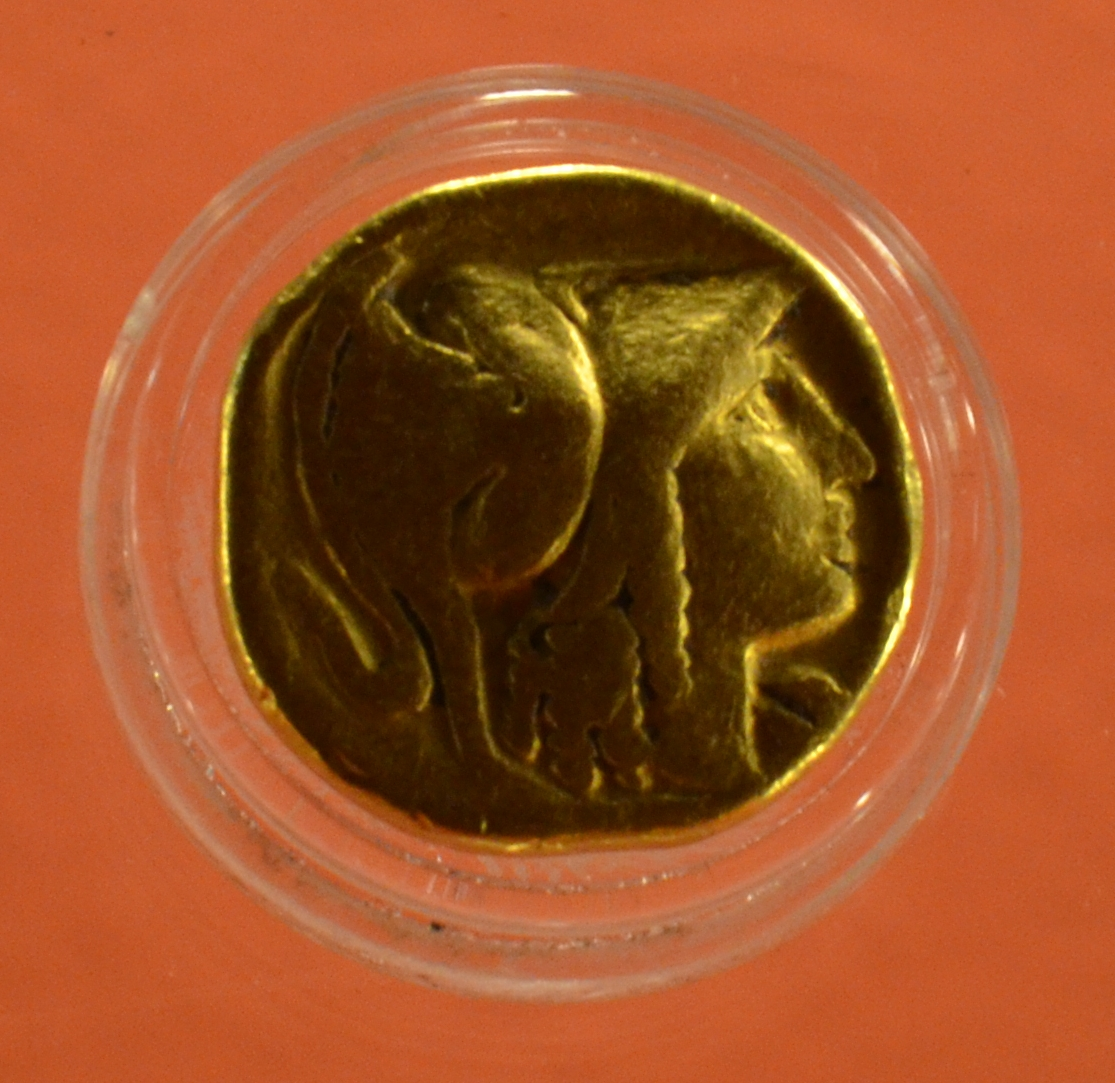
Монета з зображенням голови грецького воїна
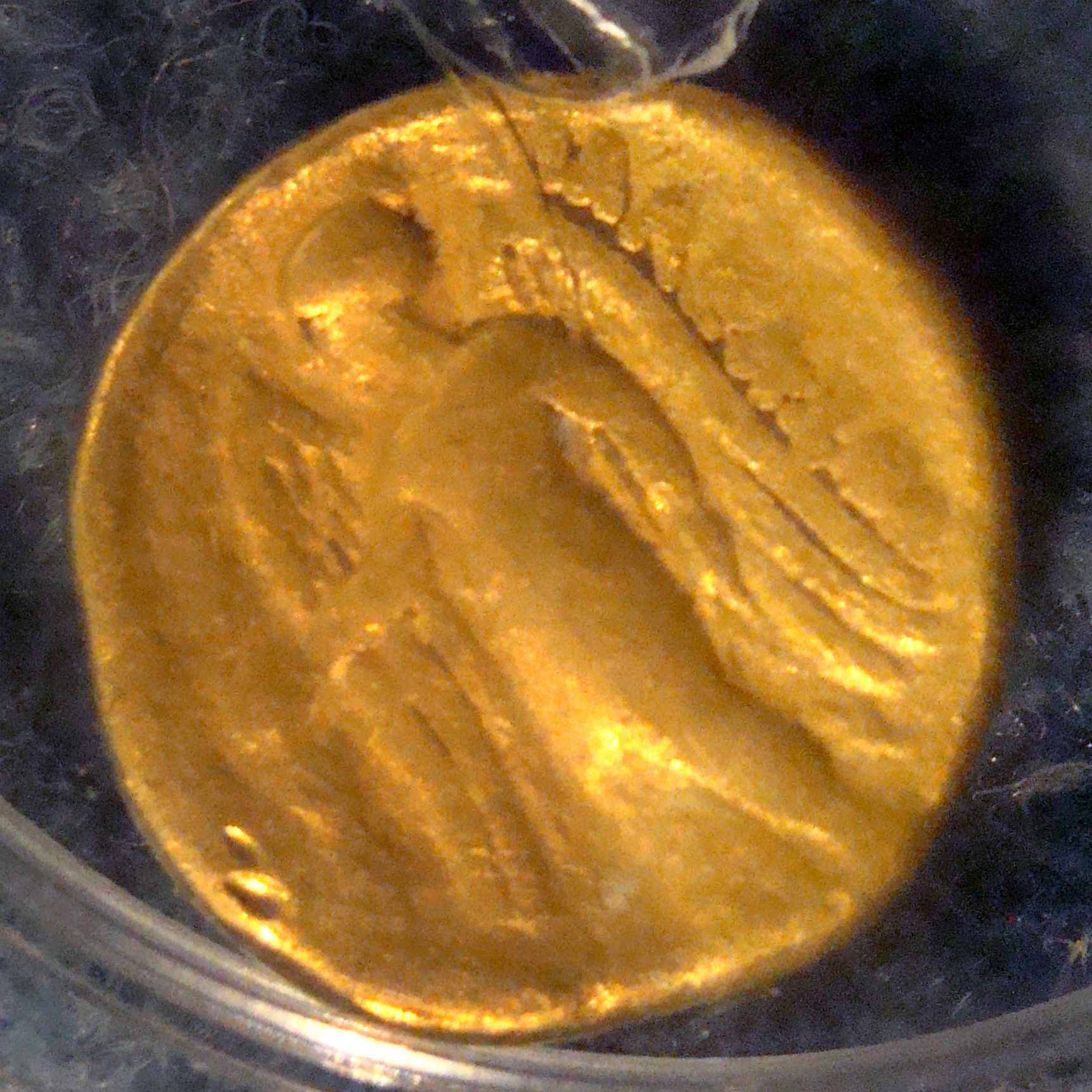
Монета з "Нікою"
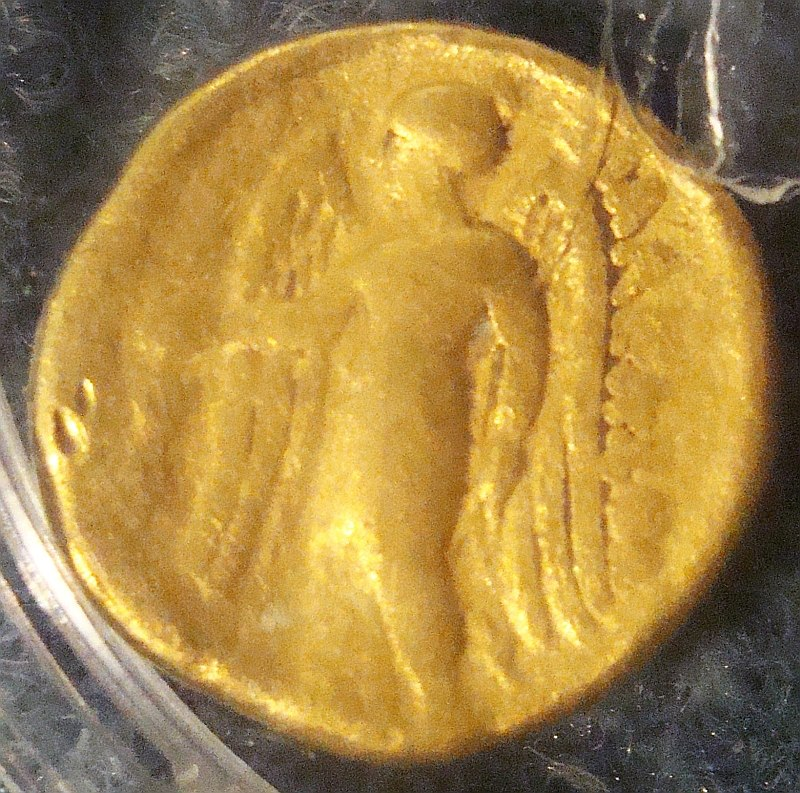
Золота монета
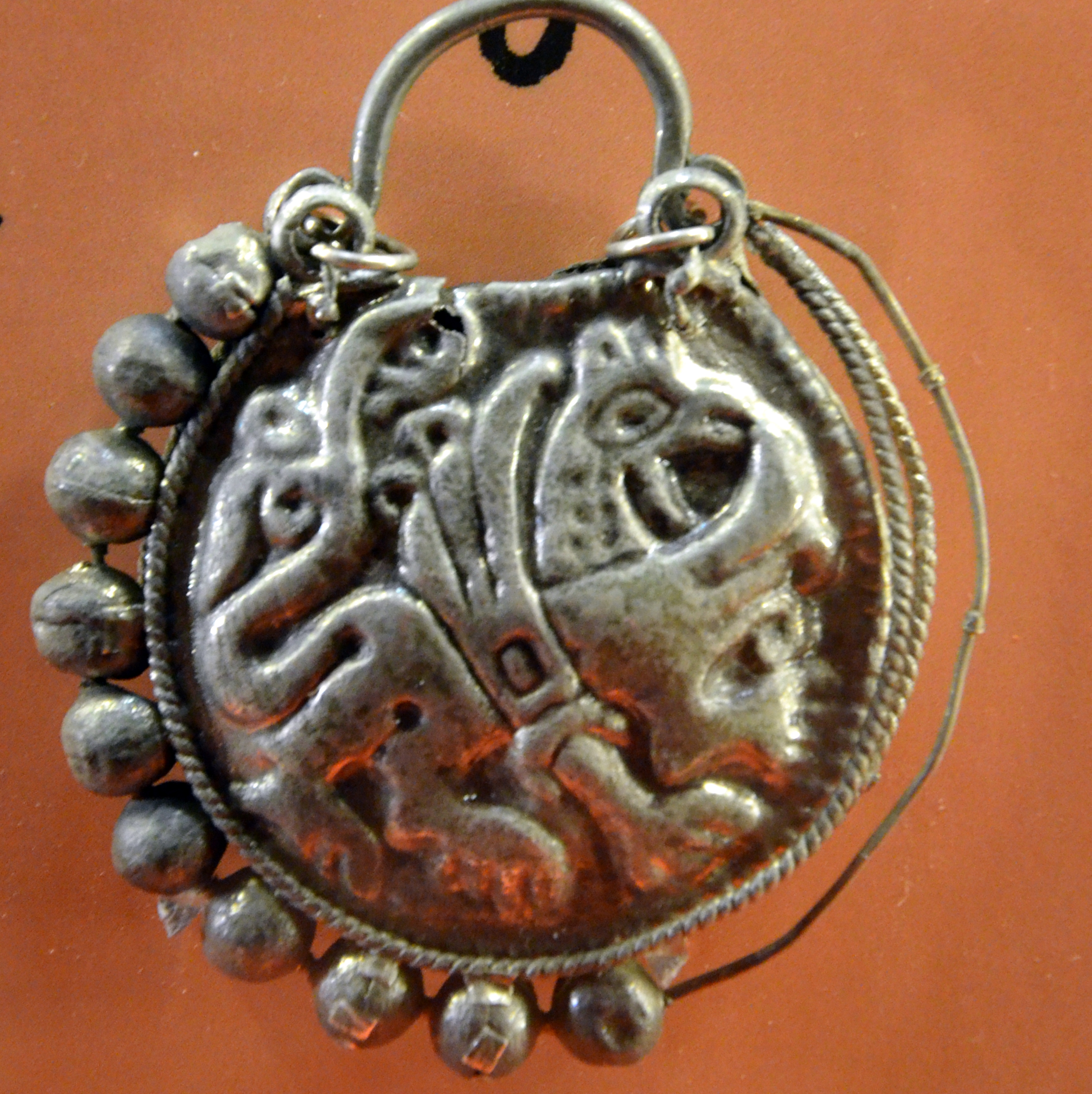
Сережка з грифоном
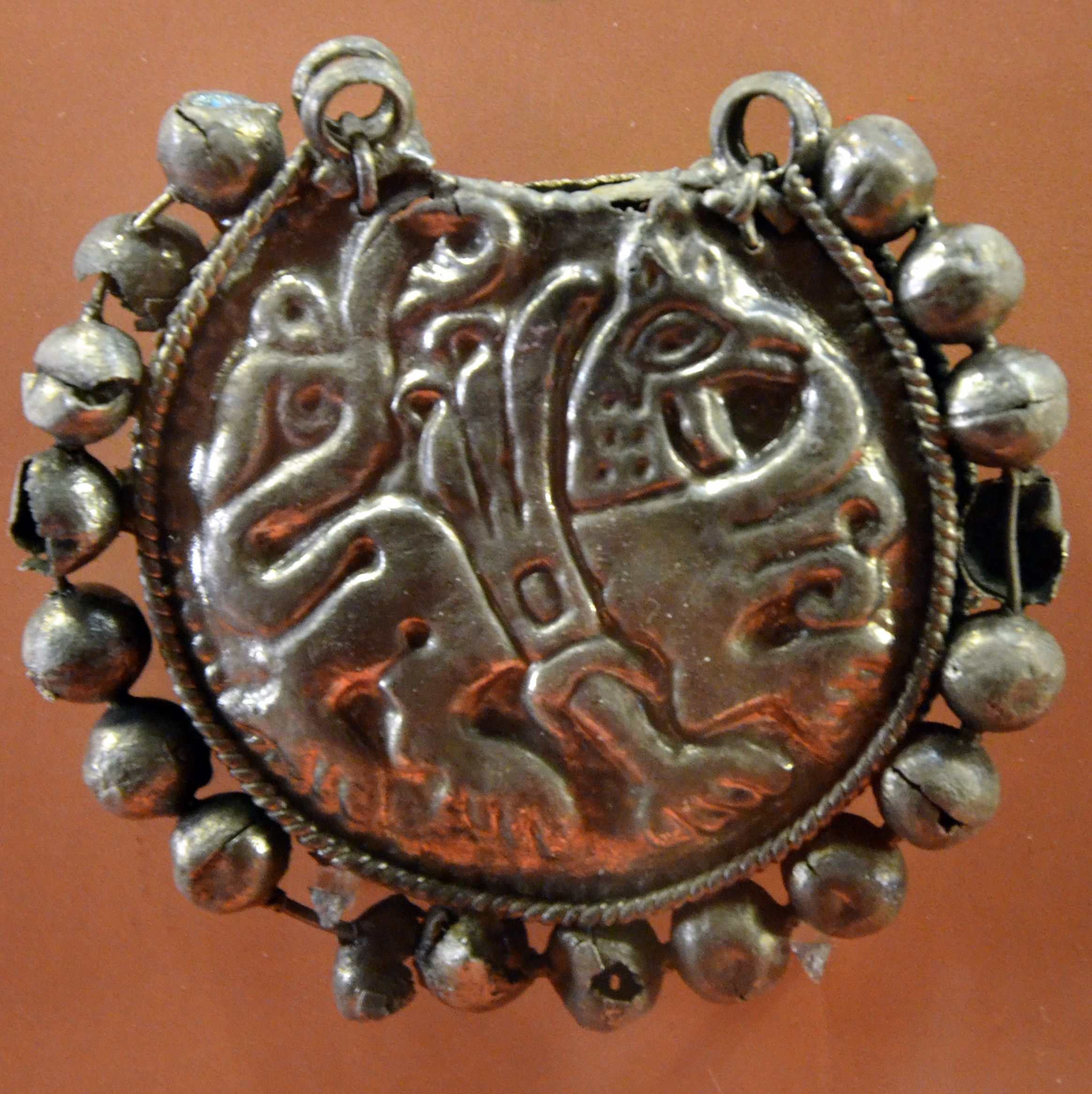
Сережка з грифоном
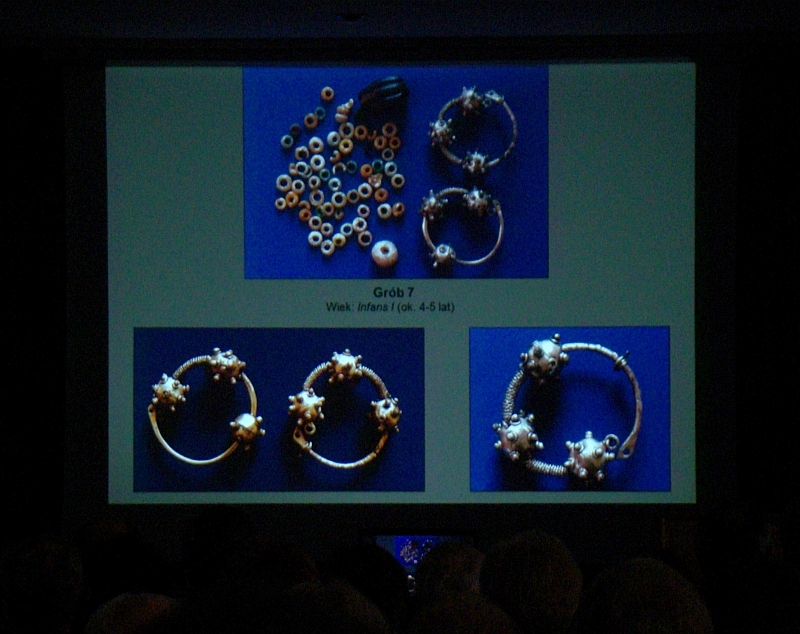
Серія давньоруських прикрас
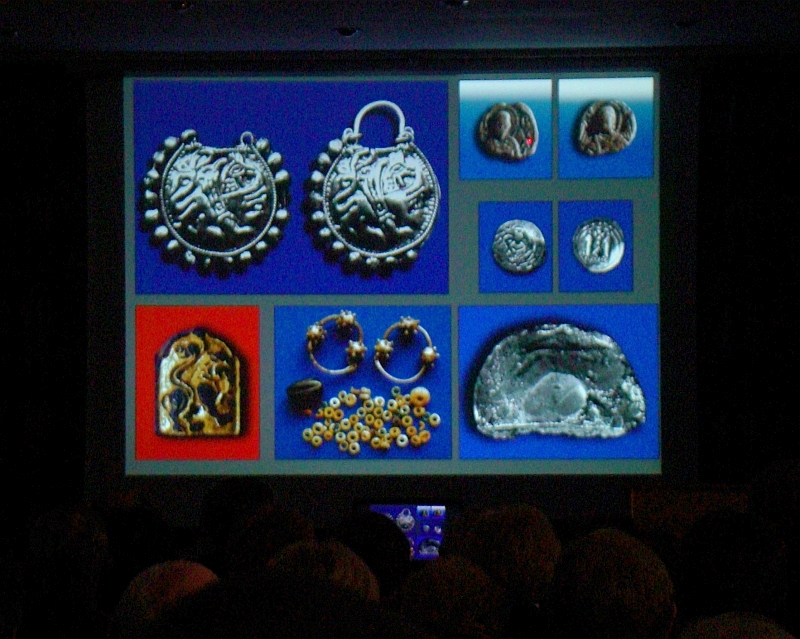
Серія давньоруських прикрас
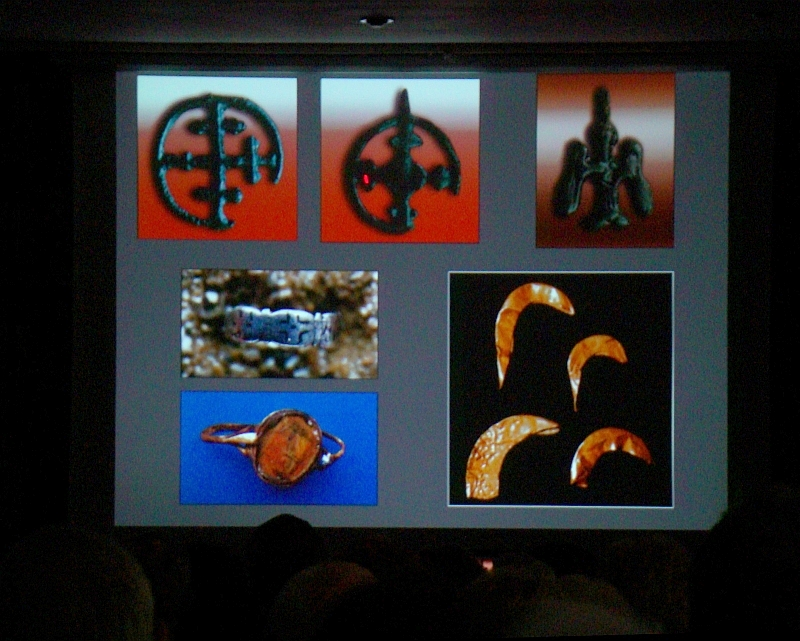
Серія давньоруських прикрас
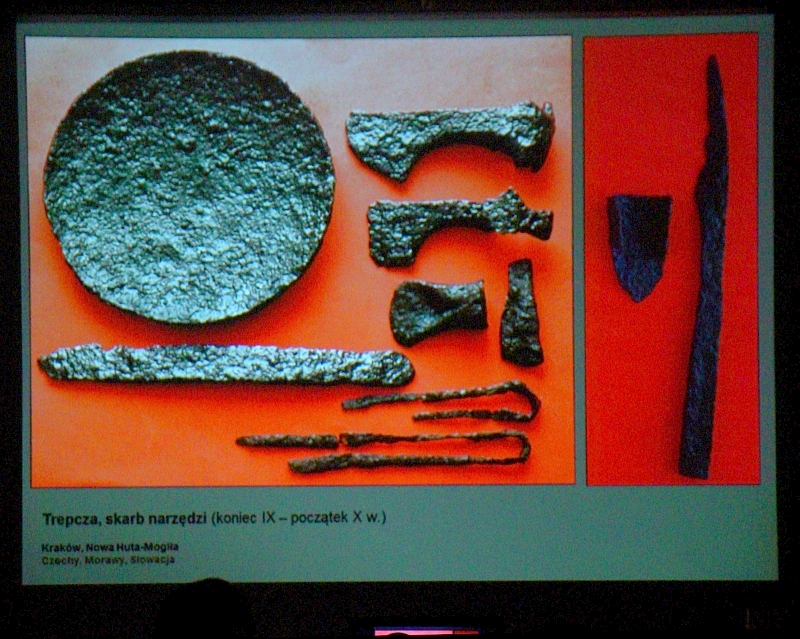
Металічні вироби різного призначення
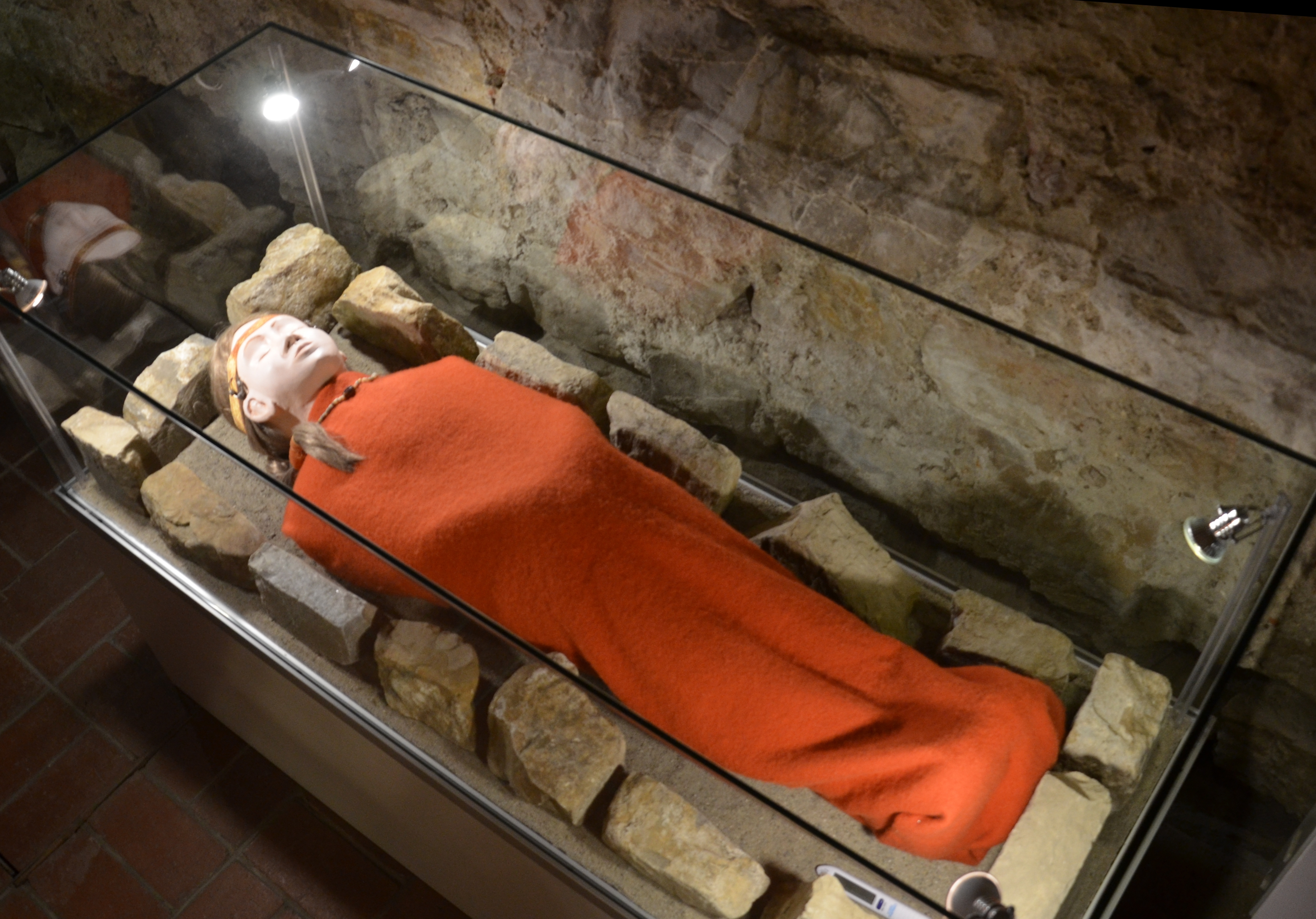
Давньоруське поховання (реконструкція)
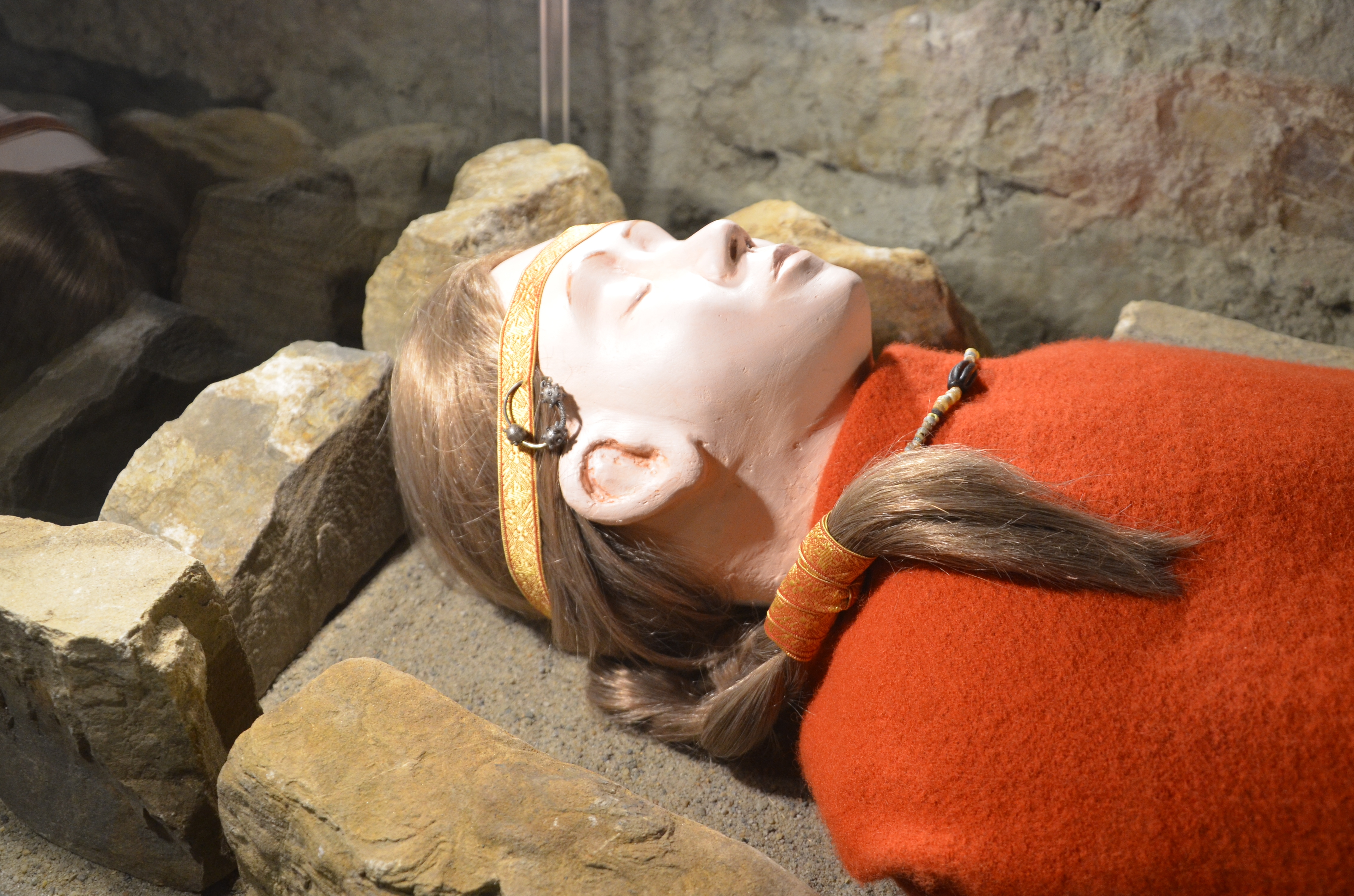
Давньоруське поховання (реконструкція)
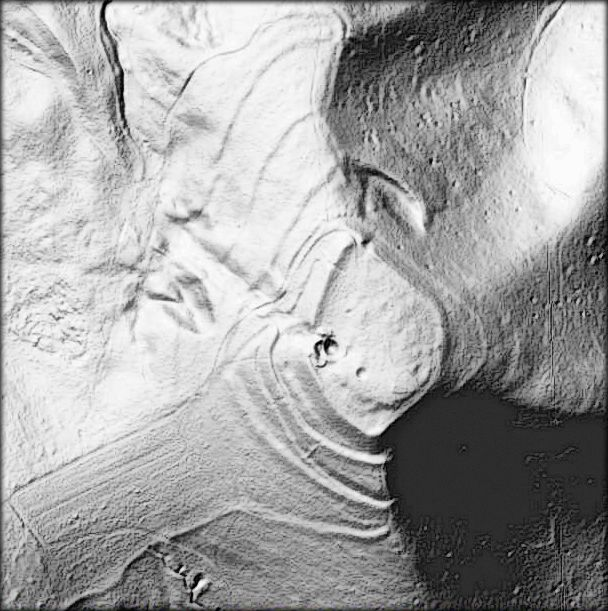
Гіпсометрія укріплень давньоруського Сяніка
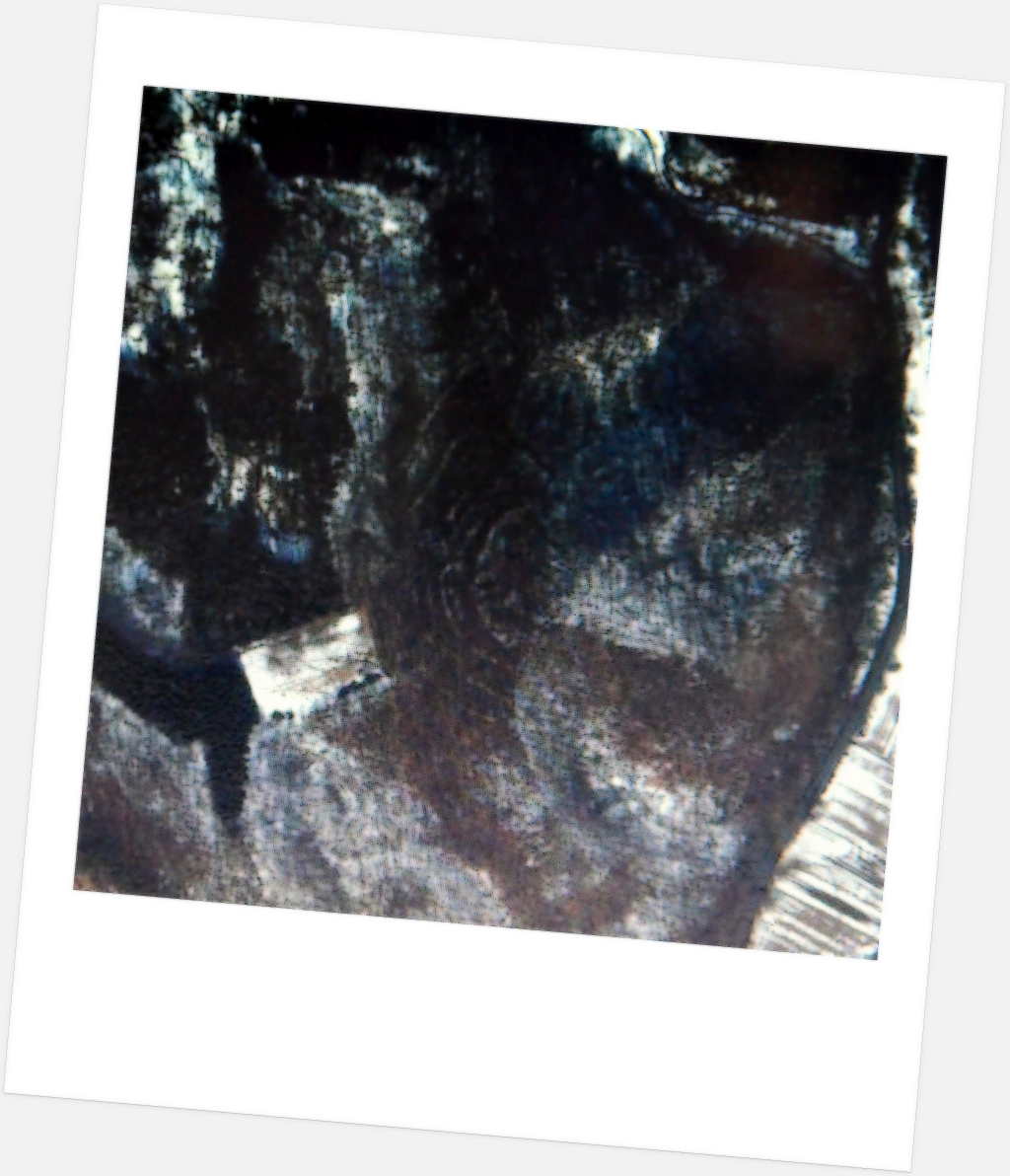
Городище, вид зверху
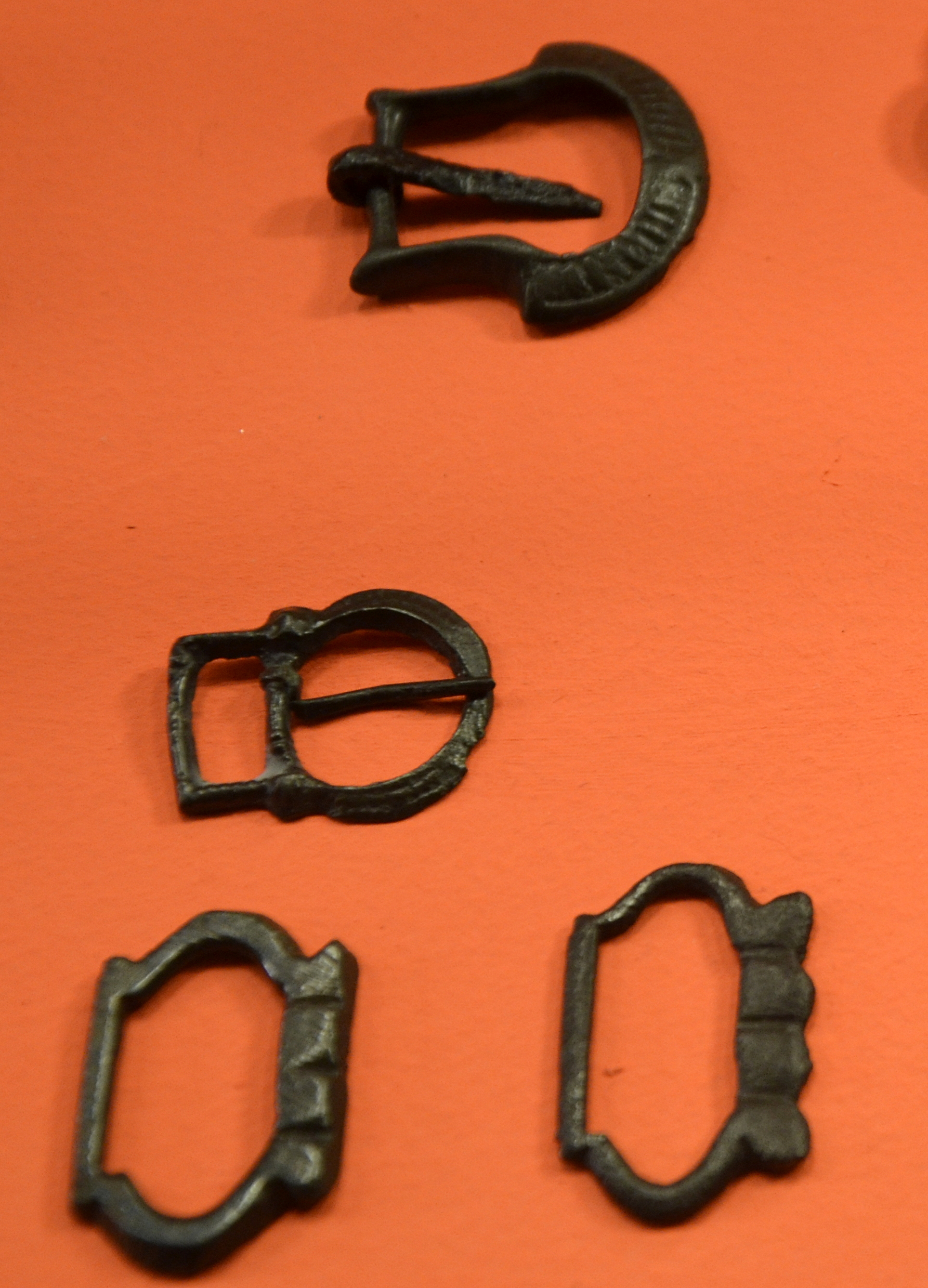
Елементи одягу
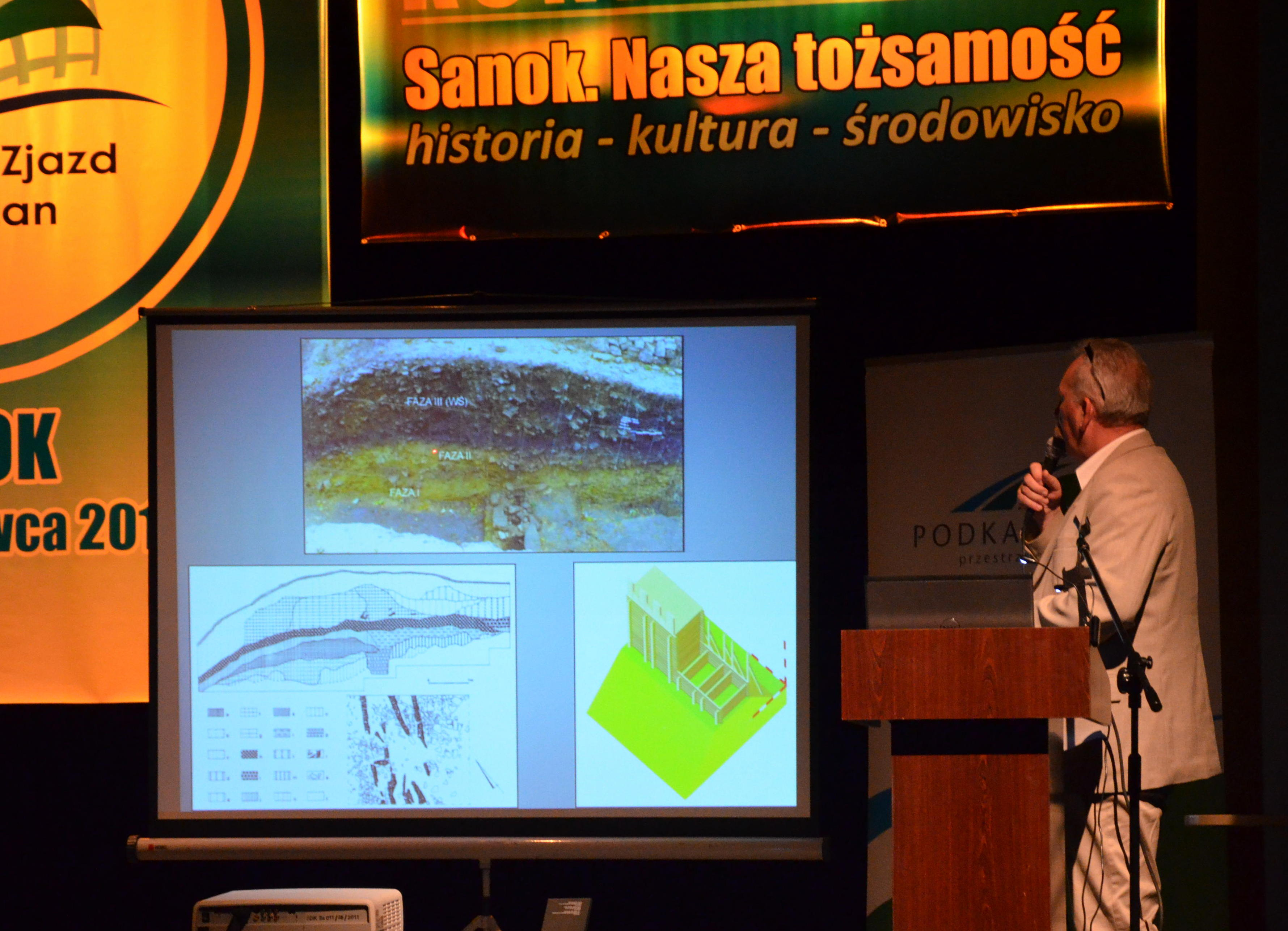
Залишки та реконструкція оборонних фрагментів
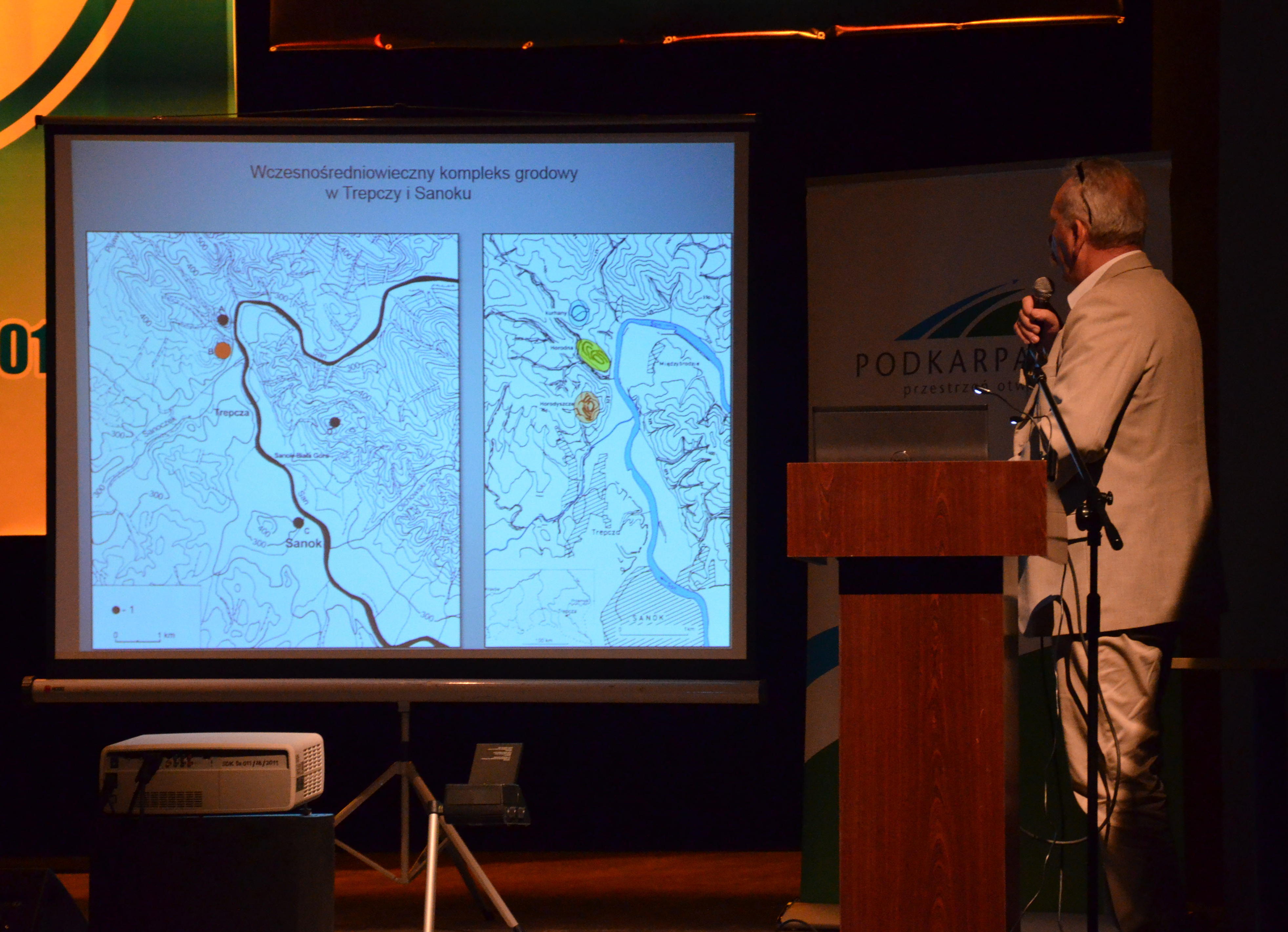
Схема опорних пунктів навколо давнього Сяніка.

## Зауваги
1. ↑  Володимеру же бѧху приӕтеле въ Оугрехъ и послаша к Володимеру повѣдаша ему ѡже король оуже идеть на нь. Володимеръ же в то веремѧ стоӕше ж оу Белза и ту оуслъıшавъ ѡже король оуже вшелъ в Гору и ту поверга возъı свои а самъ гна съ дружиною своею к Перемъıшлю. Король же прошедъ Гору и взѧ Санокъ городъ и посадника его ꙗша и села оу Перемъıшлѧ многа взѧ.
2. ↑  за то бѣ по смр҃ти Романовѣ снималсѧ король со ӕтровью своею во Саноцѣ приѧлъ бо бѣ Данила како милога сн҃а своего ѡставилъ бо бѣ оу него засадоу